# Natalia Sanguszkowa

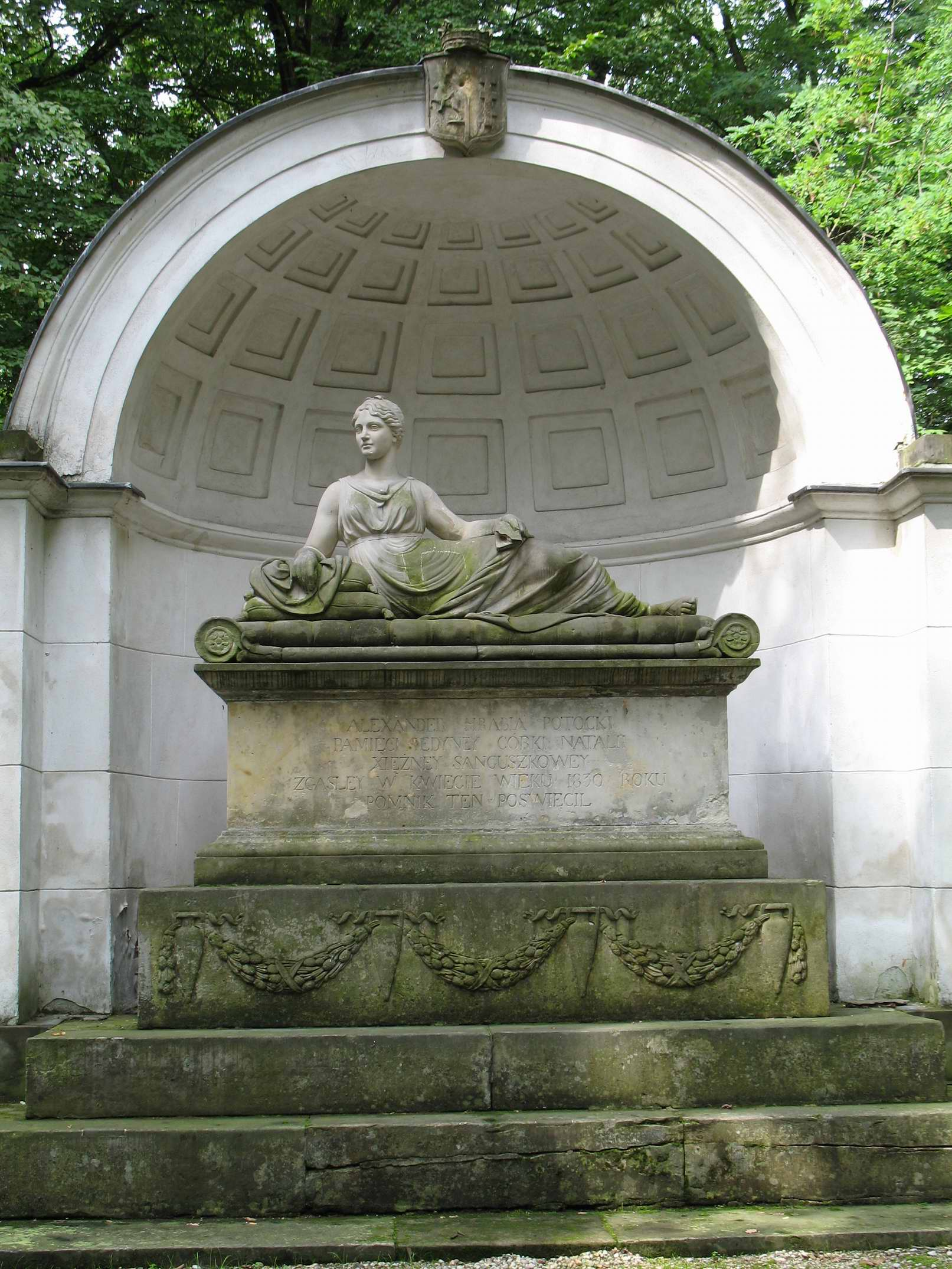
Pomnik-sarkofag Natalii z Potockich Sanguszkowej w Natolinie

Natalia z Potockich Sanguszkowa herbu Pilawa (ur. 19 marca 1807, zm. 17 listopada 1830) – córka Anny Potockiej (1776-1867) i Aleksandra Potockiego.
14 maja 1829 w Warszawie Natalia poślubiła księcia Romana Sanguszkę – syna wicebrygadiera Kawalerii Narodowej ze Sławuty. Miała z nim córkę, Marię Klementynę Sanguszko (1830-1903), która wyszła za mąż za hrabiego Alfreda Józefa Potockiego w dniu 18 marca 1851 w Sławucie.
Natalia otrzymała Order Krzyża Gwiaździstego. Potoccy krótko po narodzinach Natalii zmienili nazwę swej posiadłości (Bażantarnia) na Natolin od jej imienia (dziś rejon warszawskiej dzielnicy Ursynów). Natalia zmarła rok po ślubie i kilka miesięcy po urodzeniu córki. Jej pomnik-sarkofag autorstwa Ludwika Kauffmanna wykonany z fundacji ojca Natalii Aleksandra Potockiego w latach 1834–1838 znajduje się na terenie parku w Natolinie.